# Ghinda, Bistrița-Năsăud
Ghinda, mai demult Windau/Vinda (în dialectul săsesc Wände, Vende, germană Windau, Wendau, maghiară Vinda) este o localitate componentă a municipiului Bistrița din județul Bistrița-Năsăud, Transilvania, România.

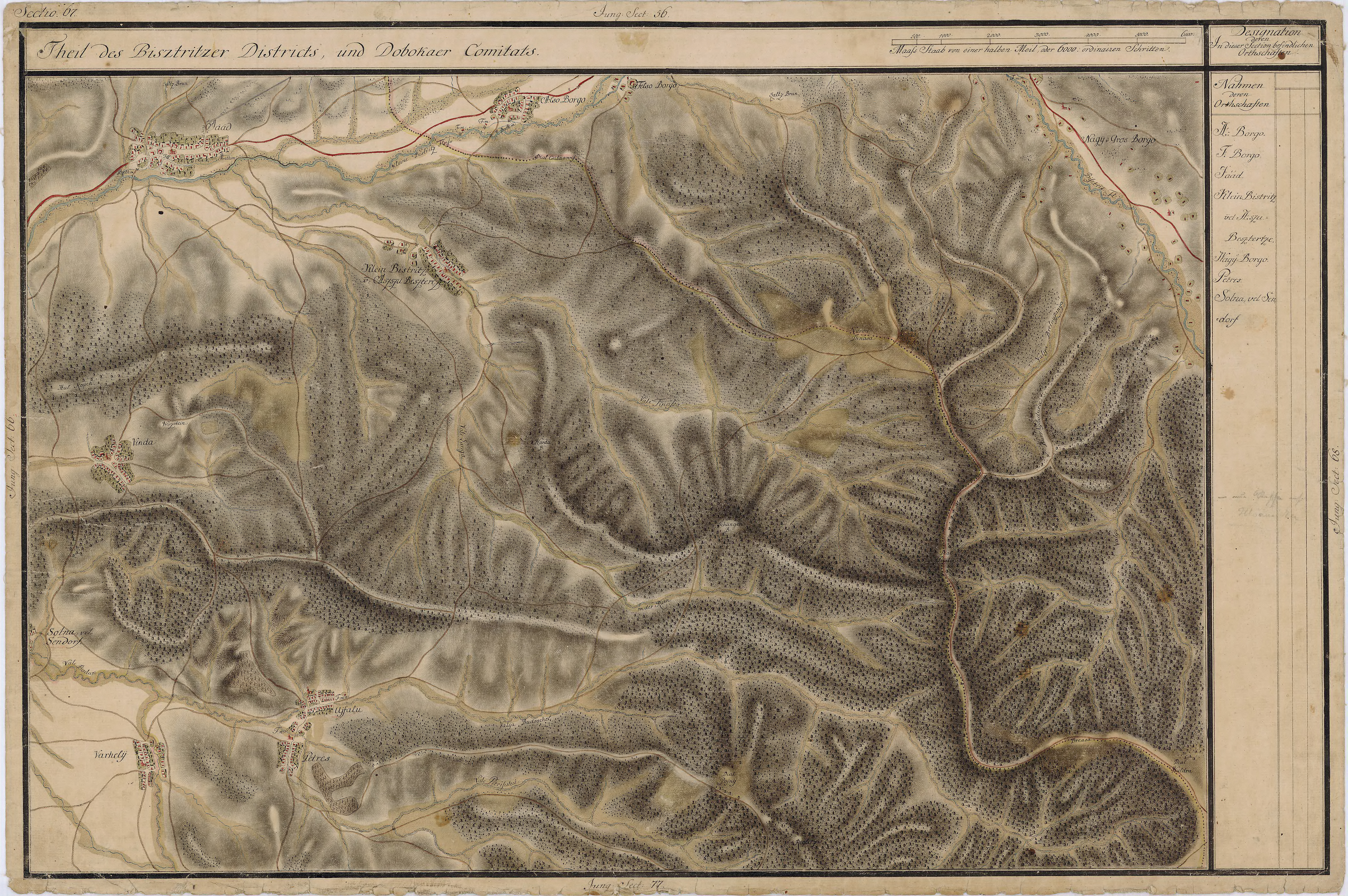
Ghinda pe Harta Iosefină a Transilvaniei, 1769-73.

## Imagini

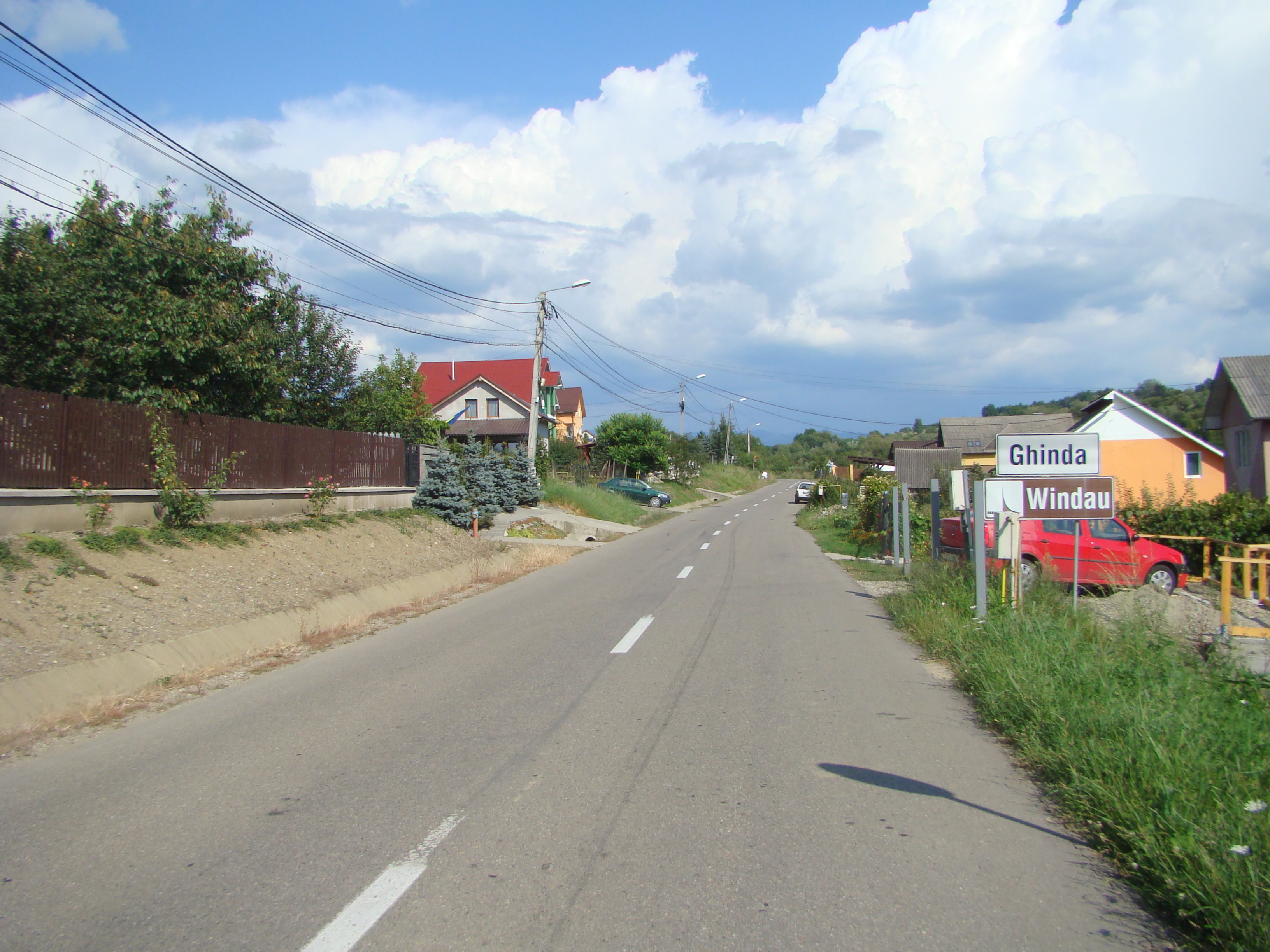
Intrarea în localitate
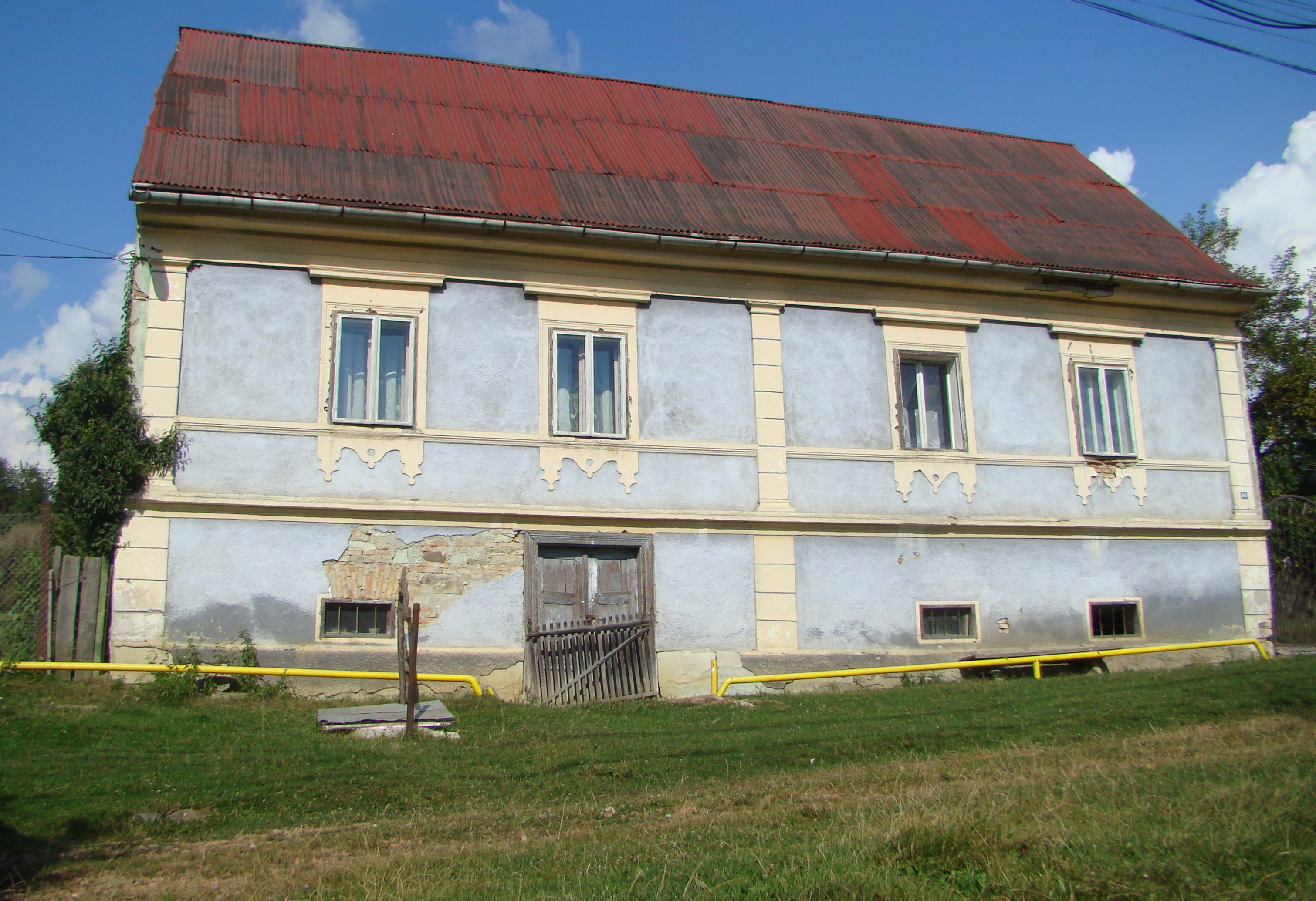
Casă veche săsească
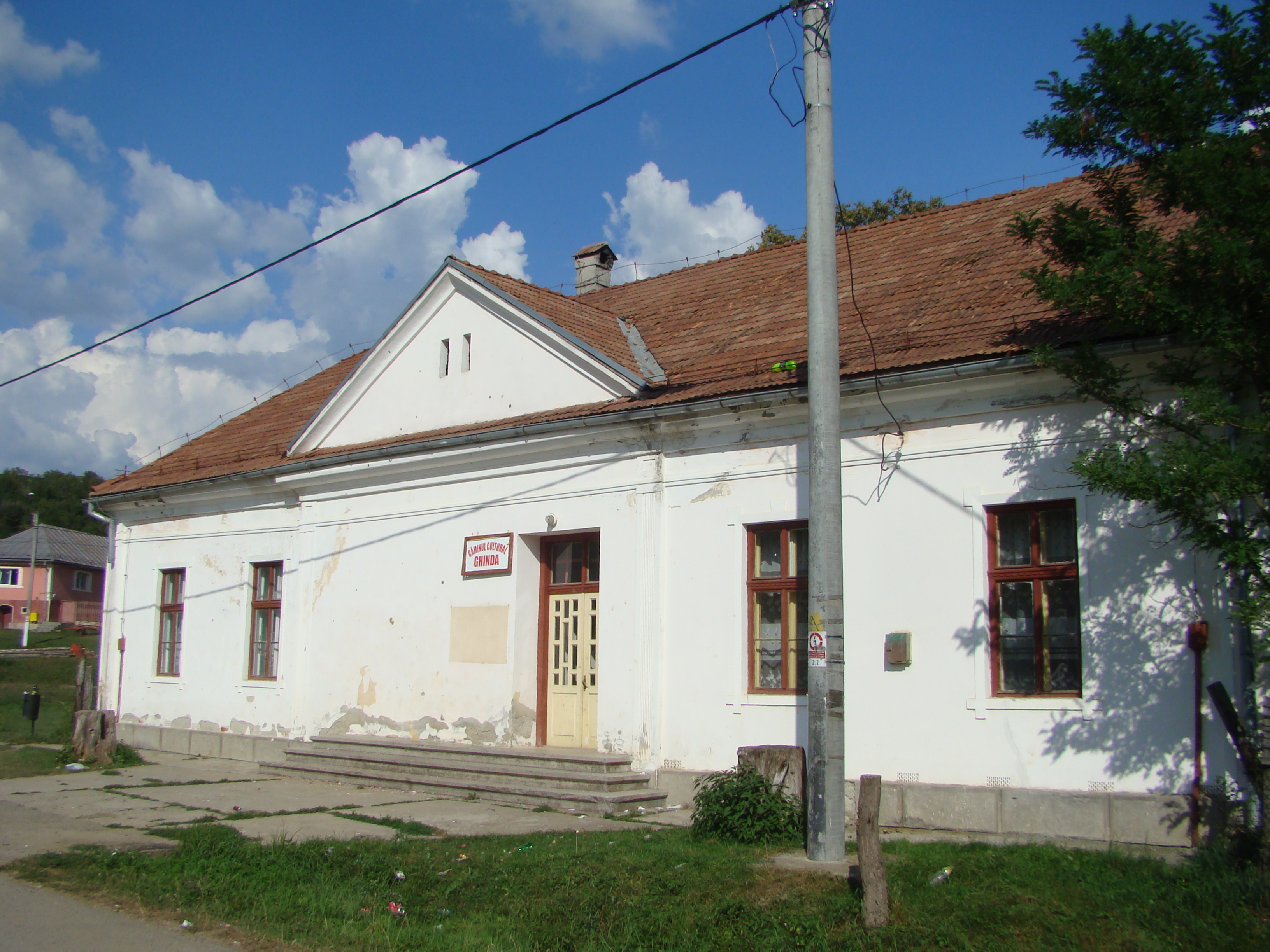
Câminul cultural
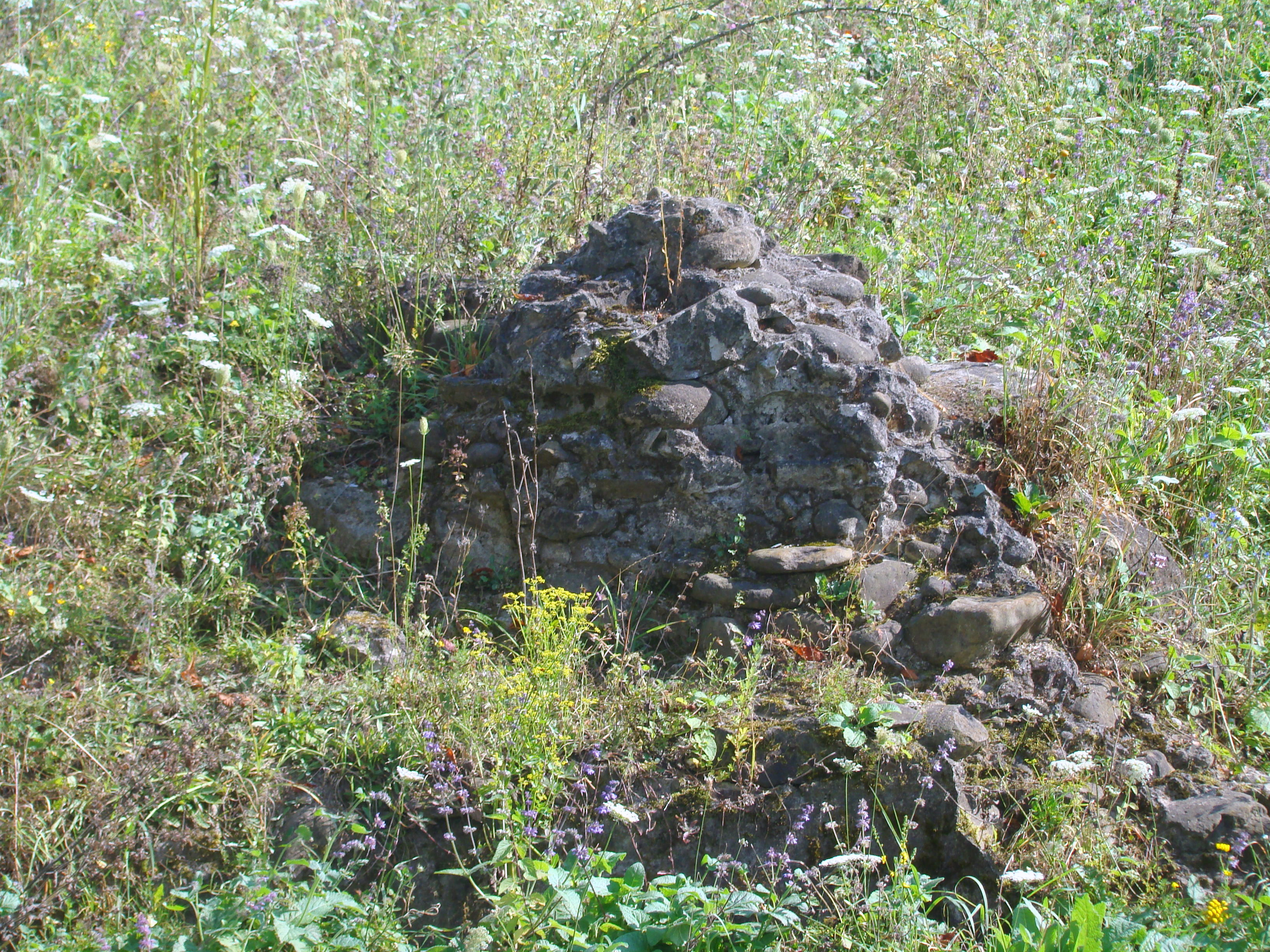
Tot ce a mai rămas din masiva biserică evanghelică demolată spre sfârșitul anilor '80

Localitatea Ghinda este o localitate a județului Bistrița-Năsăud. Localitatea Ghinda a fost atestată în 1332. Orașul Bistrița este așezat pe valea Bistriței, la poalele Munților Bârgăului, la încrucișarea unor importante drumuri comerciale. Are în componență 6 localități rurale, învecinate: Ghinda, Sărata, Slătinița, Sigmir, Unirea și Viișoara. Modul de organizare și funcționarea al comunelor s-a constituit în baza Ordinațiunii nr. 40 a guvernatorului cezaro-crăiesc civil și militar din 1849, Legea XVIII/1871. Legea, XXII/1886 a adus noi reglementări legate de statutul comunelor de pe cuprinsul Transilvaniei, îngrădind mult autonomia acestora.
În districtul Bistriței erau într-o primă etapă 16 așezări: în afara Bistriței care a fost dintru început o așezare cu un statut privilegiat, mai erau localitățile: Aldorful inferior (Niederwallendorf – actualul cartier Independenței), Viișoara (Heidendorf, Villa Paganica), Sigmir (Schönbirk, Zepner), Tărpiu (Treppen), Dumitra (Mettersdorf), Slătinița (Pintak), Unirea (Wallendorf, Latina Superior), Livezile (Jaad), Dorolea (Klein Bistritz), Satu Nou (Neudorf, Nova Villa), Ghinda (Windau), Jelna (Seendorf), Budacu de Jos (Budak), Monariu (Minarken) și Eppendorf (sat dispărut). (https://www.medievistica.ro/pagini/monumente/texte/starile/Gaiu/Sate.html)
Organul de exercitare a dreptului de autonomie locală era reprezentanța comunală. Hotărârile reprezentanței comunale, ca și cele sosite din partea municipiului erau duse la îndeplinire de antistia comunală/aparatul de execuție, alcătuit din jude, jurați, notarul cercual. În baza legii XXXIII/1876 a fost organizat comitatul Bistrița-Năsăud, care era împărțit în 6 cercuri. În 1883 comitatul a fost restructurat în 4 cercuri, situație care s-a menținut până în anul 1918.
Până în 1918 localitatea Ghinda a făcut parte din comitatul Bistrița-Năsăud. Prin Decretul IV emis de Consiliul Dirigent au fost înlocuite denumirile: comitat cu județ, iar cercul cu plasa. Drept urmare, comitatul Bistrița-Năsăud a devenit județul Bistrița-Năsăud, dar numai ca denumire, pentru că teritorial și structural acesta a rămas neschimbat până la 1925. Potrivit acestei legi teritoriul României a fost împărțit în județe, comune rurale, comune urbane și plase. Administrația comunală era condusă de primar, ajutat de delegația permanentă comunală, notar și casier.
Începând cu anul 1921 localitatea Ghinda a fost arondată notariatului Jelna, plasa Iad; județul Bistrița-Năsăud. În anul 1926 localitatea a fost trecută la plasa Bârgău a județului Năsăud. În anul 1938, prin Decretul Regal Nr.2191 a fost promulgată Legea administrativă care propune o nouă sistematizare administrativă – având ca principii de bază descentralizarea și desconcentrarea.
În 1940 are loc o nouă modificare administrativă, localitatea fiind trecută de la județul Năsăud la plasa Bistrița de Sus a comitatului Bistrița-Năsăud până în anul 1948 când satul Ghinda a fost arondat comunei Jelna, plasa Centrală, județul Năsăud.
În perioada comunistă, Legea nr.17 din 15 ianuarie 1949 a introdus o nouă instituție administrativă, Consiliul Popular definit ca organ local al puterii de stat, purtând denumirea de Sfat Popular. Printre atribuțiile Consiliilor Populare amintim: asigurarea participării maselor populare la conducerea treburilor obștești, executarea planului local și participarea la realizarea planului economic de stat, protecția sănătății publice, organizarea aprovizionării populației. Prin Legea nr.5 din 7 septembrie 1950 s-a realizat raionarea administrativ-economică, conform căreia teritoriul țării a fost împărțit în 28 de regiuni, raioane, orașe și comune. În urma reorganizării administrative din 1950 satul Ghinda al comunei Jelna a fost arondat regiunii Rodna a raionului Bistrița. Din 1956 satul Ghinda, comuna Jelna a trecut la raionul Beclean, regiunea Rodna până în anul 1960 când satul Ghinda a fost arondat orașului Bistria, raionul Bistrița, regiunea Cluj. Sfaturile populare s-au desființat prin intrarea în vigoare a Legii Nr.2/1968 privind organizarea administrativă a teritoriului R.S.R și a Legii Nr.57/1968 de organizare și funcționare a Consiliilor Populare, când teritoriul României a fost împărțit în județe, orașe și comune. În urma împărțirii administrative din anul 1968 satul Ghinda, orașul Bistrița a fost arondat județului nou format Bistrița-Năsăud.

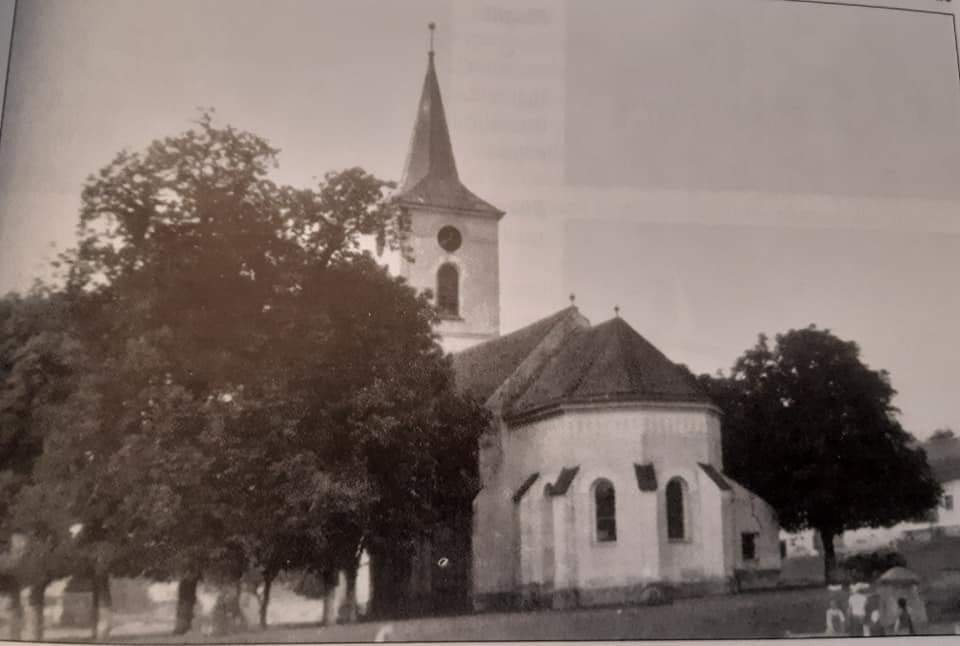
Biserica Evanghelică din Ghinda (Windau) demolată în 1984

Situri arheologice la Ghinda: "Podul paielor”, la intrarea în sat dinspre Bistrița, cod LMI 179 BN-I-s-B-01351, așezare, datare sec. II - III p. Chr.
Monumente istorice Ghinda: Casa Parohială evanghelică C.A., azi casă, Ghinda, cod LMI BN-II-B-01660, datare 1778-1878.
Zona centrului localității este protejată de lege și orice construcție nouă necesită avizul Direcției Județene de Cultură BN, fiind încadrată în Zonă construită protejată, tocmai pentru păstrarea arhitecturii vernaculare săsești. Din păcate multe din casele săsești au fost înlocuite în timp cu case noi moderne. Recent au fost descoperite urmele unei așezări romane, printre ruinele fostei biserici evanghelice, fiind alocate primei epoci a fierului Hallstatt, într-o fază timpurie – secolele XII – XI înainte de Christos. Așezarea din zona respectivă datează din anii 1200 – 1100 înainte de Christos.
Antroponime: Chunradus de Vinda cleric paroh, Hermannus de Vinda cleric paroh [plebanus] de Ghinda, Kunradus de Vinda cleric preot [sacerdos] de Ghinda.
Societăți feciorești rurale
„Societățile feciorești au început să se răspândească treptat deja în a doua parte a secolului al XVI-lea, adică odată cu protestantismul, din centrele meșteșugărești mai mari spre orașele de câmpie, unde – pe lângă tinerii meșteșugari – au trăit și agricultori. Apoi, din aceste localități, au luat drumul localităților rurale mai mari, respectiv al celor mai mici, determinând într-un mod fundamental forma de viață și sistemul de relații al tinerilor. Funcționarea acestor societăți era determinată de regulamente scrise elaborate sau doar sanctificate de biserică. Biserica luterană și-a dat din timp seama de faptul că aceste societăți pot juca un rol important în socializarea tinerilor agricultori, de aceea le-a integrat în propriul sistem instituțional, elaborând un statut bine delimitat pentru orientarea acestora. O persoană sau două din cadrul bărbaților căsătoriți sau al consilierilor bisericești au fost însărcinați cu orientarea „părintească” a societăților. De regulă, aceștia erau denumiți tații feciorilor (Knechtvater), fiind prezenți la ședințele lunare sau regulate ale societăților, precum și la petrecerile organizate de către aceștia.
La Ghinda, adunarea generală avea loc în prima duminică de după Bobotează. De la începutul secolului XX, toți cei prezenți primeau o bucată de hârtie pe care să noteze în secret numele fratelui considerat cel mai potrivit pentru o anumită funcție. De regulă, erau aleși feciorul bătrân, adjunctul său, doi șezători (Beisetzer), doi cârciumari (Anschinker, cei care jucau și rolul de scriptor și casier), precum și un prezentator (Anführer). Toamna, membrii asociației cumpărau și donau o anumită cantitate de must societății, acesta fiind păstrat într-un butoi comun de dimensiuni remarcabile. Cei doi cârciumari aveau sarcina de a controla în mod regulat calitatea și cantitatea vinului și de a raporta periodic conducerii rezultatul. La fiecare întrunire, cantitatea necesară de vin era adusă din pivniță în căni decorate. Prezentatorul avea sarcina de a invita personal fetele la evenimentele organizate de către societate. El juca un rol important mai cu seamă la petrecerile cu dans, deoarece, pentru a contracara orice dispută, fetele nu erau invitate la dans de către băieți, ci erau escortate pe rând de către prezentator la feciori. Astfel, erau preîntâmpinate nu doar rivalitatea și conflictele dintre băieți, ci și posibilitatea ca o fată să nu fie invitată deloc la dans în timpul petrecerii” (Procese și contexte social-identitare la minoritățile din România,  Jakab Albert Zsolt, Peti Lehel  Editura Institutului Pentru  Studierea Problemelor   Minorităților Naționale Kriterion, pag. 228).
Societățile fetelor
„Societățile (Schwesterschaft) organizate în cadrul comunităților de fete reflectă de asemenea structura internă – pe bază de sex și vârstă – codificată a societății rurale săsești. Aceste instituții s-au născut mult mai târziu decât cele ale feciorilor. Documentele referitoare la aceste societăți se înmulțesc abia pe la mijlocul secolului al XIX-lea, în regiunea transilvăneană răspândindu-se odată cu apariția și răspândirea valorilor burgheze. În zonele rurale s-au răspândit doar la sfârșitul aceluiași secol. Funcționarea societăților era modelată de aceeași biserică luterană, domeniile de activitate fiind prevăzute în reglementări separate, articolele determinând cu exactitate circumstanțele admiterii, precum și drepturile și obligațiile membrilor. Regulamentele societăților de fete reflectau în primul rând sistemul de valori creștin. Din partea parohiei luterane, o femeie măritată, numită mama fetelor, lua parte la activitățile organizate de societate; ea supraveghea în permanență funcționarea societății. Societatea fetelor avea și ea o conducere aleasă pe cale democratică. O dată pe an  se organiza o adunare generală cu privire la înnoirea conducerii, adică a funcțiilor de fată bătrână (Altmagd), adjunct al fetei bătrâne și mesager. Simbolurile materiale erau similare celor utilizate de societățile feciorilor. În majoritatea satelor, fetele aveau un steag frumos brodat, o tablă de chemare și o ladă a societății. La Ghinda, fata bătrână mai avea încă o sarcină, și anume, ea era cea care lua decizii, în funcție de vreme și de anotimp, cu privire la veșmintele de sărbătoare ale membrilor. Acest fapt se concretiza în transmiterea intenției către adjunct, acesta trecând cu tabla de chemare pe la toate familiile care aveau fete. Drept urmare, toți membrii societății fetelor purtau la biserică aceleași veșminte.
Admiterea noilor membri era organizată odată cu inițierea feciorilor, adică imediat după confirmare, aceștia luând parte la activitățile societății până în momentul căsătoriei. De regulă, evenimentul admiterii avea loc în casa fetei bătrâne. Pentru aceste ocazii, mamele fetelor preparau prăjituri, dar ofereau și câte o sticlă de lichior. Fetele tinere aveau dreptul să poarte simbolul cel mai de seamă al vestimentației feminine, diadema neagră de catifea, împodobită cu panglici (Borten), abia după admiterea în societate. Această piesă de vestimentație putea fi folosită până în momentul căsătoriei, când era înlocuită cu baticul.
În timpul evenimentelor comune, fetele care făceau parte din societate se adresau unele altora cu formula Magde, iar băieților, cu formula Knechte, adică soră, respectiv frate. Cea mai importantă funcție a societății de fete era dirijarea și orientarea vieții fetelor într-o formă organizată, instituționalizată. Statutul societăților punea un accent deosebit pe educarea religioasă a fetelor. De aceea, toate fetele erau obligate să participe în mod regulat la evenimentele bisericești și la slujba religioasă. Duminica, în fața bisericii, fetele, în veșminte de sărbătoare, formau un cordon pe care-l traversau cei mai în vârstă pentru a participa la slujbă. În biserică, fetele se așezau pe bănci separate. Totodată, prezența lor era obligatorie la vizita episcopală sau la primirea festivă a noului preot sau dascăl. În majoritatea satelor, fetele asigurau curățenia bisericii și a clădirilor parohiale.
În satele săsești, un accent deosebit s-a pus pe educarea continuă a fetelor. De aceea, încă de la sfârșitul secolului al XIX-lea, pentru fete au fost organizate cursuri despre creșterea copiilor, activități menajere, gătit, cusut, croit, legumicultură sau igienă. Aceste momente au constituit o bună ocazie de pregătire pentru organizarea și orientarea vieții de familie. În numeroase sate, la întrunirile fetelor se lecturau opere beletristice, se învățau piese de teatru sau se organizau spectacole care urmau să fie prezentate la petrecerile cu dans. Și societățile rurale ale fetelor erau parte activă la organizarea petrecerilor tineretului. Împreună cu feciorii, fetele din Ghinda au organizat petreceri într-un cadru mai restrâns, fiind admisă doar prezența membrilor celor două societăți. Astfel de petreceri aveau loc de trei ori pe an (după adunarea generală cu privire la înnoirea conducerii, după ritualul de admitere de după confirmare și de ziua Sf. Martin). La aceste ocazii, fetele purtau cea mai decorată fustă și șorțul brodat. Obiceiurile sărbătorilor calendaristice majore erau pregătite și desfășurate atât de fete, cât și de feciori. În cadrul acestor obiceiuri, ceata fetelor era astfel mobilizată încât să reflecte întreaga lor frumusețe și să ofere o imagine a viitorului comunității.” (Procese și contexte social-identitare la minoritățile din România,  Jakab Albert Zsolt, Peti Lehel  Editura Institutului Pentru  Studierea Problemelor   Minorităților Naționale Kriterion, pag. 228)
Portul popular al sașilor la Ghinda
“Costumul tradițional oglindește starea materială, statutul social și vârsta celui care îl îmbracă. Rânduiala și rigoarea săsească se reflectă în toate detaliile vieții, inclusiv în veșminte, și mai ales când vine vorba de hainele cele bune. Zona etnografică, ritmurile naturii, sărbătorile și evenimentele de peste an, vârsta purtătorului dictează cine și ce fel de Tracht (costum săsesc) tradițional se cuvine să poarte.
Costumul popular este o puternică marcă identitară, felul în care oamenii își mărturisesc apartenența la comunitate și se diferențiază implicit de ceilalți. Frumos cusut, minuțios împodobit, croit din materiale lucrate în casă sau comandate la meșteri vestiți din Sibiu ori Brașov, costumul tradițional este o operă de artă și o transpunere a sufletului săsesc pe pânză. Tocmai de aceea, Tracht-ul se transmite din generație în generație, ca un patrimoniu sfânt.  Înainte de a pleca la drum, Făt-Frumos trebuia să îmbrace armura tatălui său, pentru că atunci când porți costumul părinților și bunicilor, te îmbraci cu toată moștenirea spirituală a lor și a neamului tău.
Iarna, în zilele de sărbătoare, sașii purtau cojoace speciale, demne de fețe împărătești. Unele dintre acestea costau cât o pereche de boi, deci cu atât mai mult se păstrau ca o comoară și se transmiteau mai departe. E lucru știut că în bisericile evanghelice era frig pe timp de iarnă ca într-un palat de cleștar. Lipsa mijloacelor de încălzire a spațiului obliga oamenii să poarte cojoace groase și bine argăsite, ca să le țină de cald în timpul slujbei. Iar unde e funcționalitate, în arta populară e și frumos și multă simbolistică.
Hainele de blană de oaie, Kirchenpelz/Kirchenpoilz pe săsește (cojoc de biserică), erau purtate deopotrivă de femei și bărbați. Există mai multe feluri de cojoace săsești, diferite în funcție de zonă, deși ele se aseamănă între ele.  Cea mai răspândită este haina făcută și la femei, și la bărbați, din piele de oaie albă, cu partea de blană la interior, având broderii cu roșu, albastru, negru, uneori galben sau maro în partea din față și pe spate, uneori și pe mâneci. Motivele cusute cu migală pe Kirchenpelz sunt în general vegetale – flori stilizate și cusute în detaliu. Și la bărbați, și la femei, haina putea avea la gulere și pe margini inserții de blană de nurcă, vidră, veveriță.” (https://povestisasesti.com/2014/12/22/22-cojoacele-de-iarna-ale-sasilor/)
Miri din Ghinda (Windau) Carte Poștală necirculată, sursa foto: https://povestisasesti.com/2014/12/22/22-cojoacele-de-iarna-ale-sasilor/

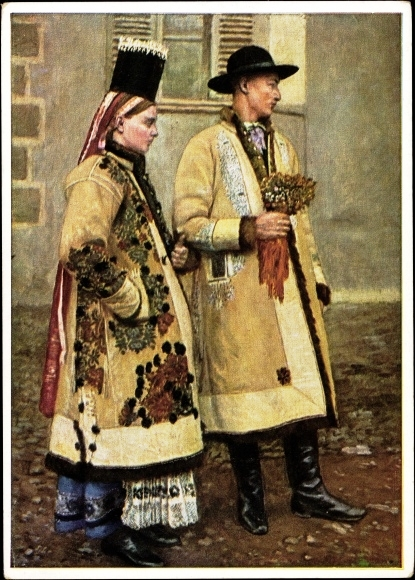
Miri sași din Ghinda, Windau

Fete la slujba de confirmare în Ghinda/Windau, jud. Bistrița-Năsăud. Foto: albumul lui Hans Retzlaff, Bildnis eines deutschen Bauernvolkes, Berlin, 1939
Sursa foto: https://povestisasesti.com/2014/12/22/22-cojoacele-de-iarna-ale-sasilor/
Biserica Evanghelică din Ghinda (demolată în 1984)
Conrad plebanus de Vinda este înregistrat în 1332. Biserica de zid a fost edificată, conform unei inscripții din peretele navei la 1584, dar a fost distrusă de un incendiu în 1661, bolțile fiind refăcute în stil baroc la 1790. Corul și nava Bisericii au fost refăcute în 1853, iar turnul în 1884. În turn se menționează montarea unui ceas la 1739, opera meșterului bistrițean Georg Lochner. Un nou orologiu a fost donat bisericii de Michael Kuales în 1898, acesta fiind realizat la Bernburg. Altarul și mobilierul bisericii au fost făcute în 1857. Iar orga confecționată de către organistul Stefan Muller (contra sumei de 170 de florini) data din 1741, ea a fost înlocuită de alta nouă la 1886 cu fonduri puse la dispoziție de către asociația Gustav Adolf. Un covor din Biserica din Ghinda este expus la Muzeul Brukenthal din Sibiu. Localnicii susțin că și unul dintre clopotele mari au fost duse tot la Sibiu.

Fete la slujba de confirmare la Ghinda, Windau

Școala a fost edificată în anul 1863 iar saal-ul în 1914 (actualul Cămin Cultural). Dacă la mijlocul secolului XIX satul era exclusiv săsesc, cu o populație de 446 loc., în 1910 erau 307 sași, 90 de români și 89 țigani. În toamna lui 1944 cei 336 de etnici germani au fost evacuați, o parte sunt readuși în vara anului 1945. Degradarea zidurilor bisericii au determinat mutarea clopotelor și altarului (1857) în alte locații, ulterior biserica fiind demolată. Majoritatea gospodăriilor tradiționale au fost modificate sau reconstruite. (conform istoricului Corneliu Gaiu, vezi https://www.medievistica.ro/pagini/monumente/texte/starile/Gaiu/Sate.html)
Primăria Bistrița a achiziționat suprafața de peste 1.500 mp aferentă ruinelor fostei biserici și a amenajat un scuar, un loc de socializare în centrul localității. Au fost valorificate și rămășițele zidurilor vechii biserici evanghelice. Practic s-a realizat un fel de Ring (rotondă) specific centrelor localităților săsești. Nu e un spațiu foarte mare, dar  aduce un plus de frumusețe pentru localitatea componentă Ghinda și redă publicului un spațiu încărcat de istoria locului.
Cu ocazia șantierului au fost efectuate cercetări arheologice și „o descoperire neașteptată a fost faptul că, anterior bisericii, în acest punct a existat o așezare. Aceasta aparține primei epoci a fierului Hallstatt. Vorbim de o fază timpurie – secolele XII – XI înainte de Christos”, au subliniat specialiștii Complexului Muzeal Județean BN. Așezarea din zona respectivă datează din anii 1200 – 1100 înainte de Christos.

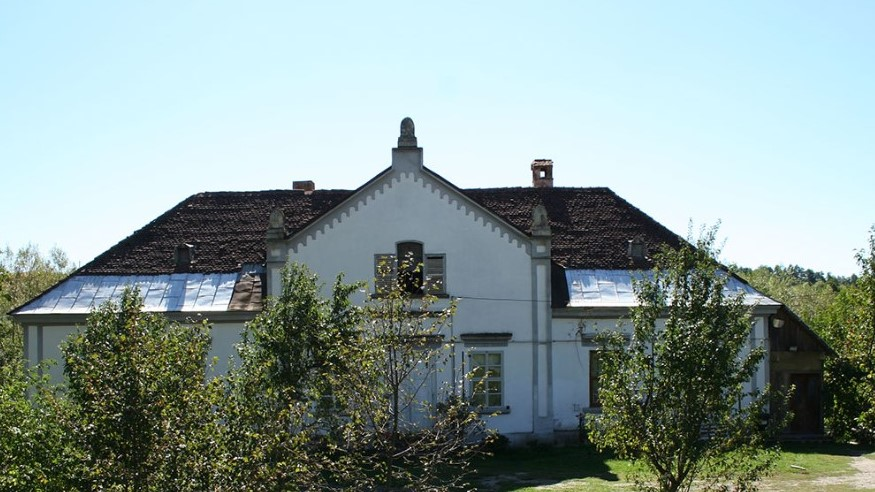
Casa Parohială evanghelică Ghinda, monument istoric

Cercetătorii au găsit în zonă un singur mormânt. Acesta a fost excavat, dar s-a descoperit că mormântul fusese deja  deranjat anterior.  În jurul bisericii nu au fost identificate alte urme certe ale unui cimitir. De altfel, cercetătorilor li s-a confirmat astfel informația conform căreia un cimitir a fost strămutat în 1809.
Au mai fost recuperate numeroase fragmente ceramice atipice, greu de încadrat mai restrâns cronologic, aparținând primei epoci a fierului, epocii medievale și moderne.
Interiorul bisericii a fost afectat din punct de vedere stratigrafic de o alee centrală din beton. A fost realizată în epoca contemporană, înaintea demolării bisericii.
Artefactele descoperite în afară de cele ceramice numeroase sunt extrem de puține au precizat cercetătorii pe pagina de Facebook a Complexului Muzeal Județean Bistrița-Năsăud.

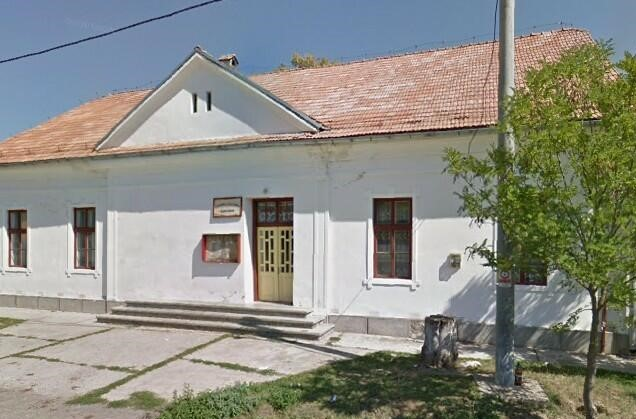
Căminul cultural edificat în 1914

Ghinda figurează în Repertoriul Arheologic Național cu o așezare de secol II, III d.HR, situată în locul Podul Paielor (cod LMI BN-I-s-B-01351).